# بيتر هارمان
بيتر هارمان (بالإنجليزية: Peter C. Harman)‏ هو قسيس مسيحي أمريكي، ولد في 1973 في كوينسي في الولايات المتحدة.